# Por trece razones
Por trece razones (estilizado como TH1RTEEN R3ASONS WHY) es una novela juvenil escrita por Jay Asher en 2007, que sigue la historia de Hannah Baker, una estudiante de segundo año de secundaria, y las trece razones por las que se suicidó. Tras su muerte, Hannah deja una serie de siete cintas de casete de doble cara detallando a las trece personas y eventos específicos que culpa de su trágico destino. Dos semanas después de su fallecimiento, estas cintas son enviadas por correo con instrucciones para que cada destinatario las pase al siguiente en la lista. La historia de vida de Hannah se transmite a través de estas cintas, que son narradas por ella misma, y desde el punto de vista de Clay, su compañero de clase y la novena persona en recibir las cintas. La inspiración para el personaje principal, Hannah Baker, proviene de un familiar cercano del autor Jay Asher que intentó suicidarse.
Desde su publicación en 2007, Por trece razones ha recibido un gran reconocimiento. Para 2014, la novela había sido un bestseller del The New York Times durante más de tres años y se había publicado en varios países. El éxito de la novela también ha generado controversia, convirtiéndola en el tercer libro más prohibido en Estados Unidos entre 2010 y 2019. Además, en marzo de 2017, se estrenó una serie original de Netflix basada en el libro.

## Antecedentes
La carrera de Jay Asher como autor infantil comenzó en su primer año de universidad, cuando escribió y publicó tres libros para niños. Aunque ninguno de sus libros para niños se vendió durante los nueve años siguientes, continuó escribiendo. Asher siguió escribiendo libros infantiles mientras, al mismo tiempo, comenzaba el proceso de tres años para escribir Por trece razones, su primera incursión en la literatura juvenil. Tras enfrentar doce rechazos, Por trece razones finalmente fue aceptado y publicado en su décimo tercer intento. La inspiración detrás de la historia de Hannah Baker provino de un familiar de edad similar que intentó suicidarse. Después de escuchar su historia sobre cómo veía el suicidio como la única salida a su dolor, Asher se sintió profundamente afectado. Para asegurarse de capturar plenamente las emociones del personaje principal, Hannah Baker, recopiló información de mujeres sobre sus experiencias en la escuela secundaria. Después de viajar a Las Vegas y asistir a una visita guiada en audio, encontró la estructura a través de la cual quería contar su novela: las cintas de casete. Asher quiere que los lectores comprendan que fue una decisión consciente no hacer mención de problemas de salud mental, ya que su historia trata más sobre cómo tratamos a las personas.

### Historia
El estudiante de secundaria Clay Jensen recibe un paquete misterioso por correo con siete cintas de casete grabadas por Hannah Baker, una compañera de clase que recientemente se ha suicidado. Las cintas también han sido enviadas a varios otros compañeros, instruyendo a cada uno de ellos a visitar a las personas mencionadas y a pasarlas al siguiente en la lista. Mientras escucha las cintas, Clay descubre que hay un lado de cada cinta para cada persona a la que Hannah atribuye sus razones para su suicidio. Después de enviar las cintas a la siguiente persona, Clay regresa a la escuela y se encuentra con su compañera Skye Miller, a quien sospecha también podría estar suicida. La novela termina con Clay intentando ayudar a Skye.

### Publicación
La novela fue publicada en formato de libro de bolsillo por Penguin Young Readers Group, una división de Penguin Random House, el 14 de junio de 2011. Por trece razones permaneció en formato de tapa dura mucho más allá del calendario habitual de lanzamiento a bolsillo de un año debido a su continua popularidad de base y las ventas impulsadas por la participación del autor.
El 27 de diciembre de 2016, se publicó la edición del décimo aniversario de Por trece razones en tapa dura, también por Penguin Young Readers Group. Esta edición incluye contenido nuevo, incluyendo, pero no limitado a, el final original no publicado del autor para el libro, una nueva introducción, un ensayo del autor y páginas del cuaderno que el autor utilizó mientras escribía esta novela.

## Personajes
- Clay Jensen – Protagonista de la novela y amor profundo de Hannah. Clay siempre observaba a Hannah, pero nunca se atrevió a hablarle, incluso cuando trabajó junto a ella. Él y Hannah se juntaron en una fiesta en la cual terminaron besándose en una habitación, pero Hannah lo aleja.
- Hannah Baker – Protagonista de la novela, quien deja 13 cintas de casete explicando las razones de su suicidio.
- Tony Padilla – Compañero de instituto de Clay y persona que custodia el otro juego de cintas dejado por Hannah.
- Justin Foley – Primer interés romántico de Hannah, además de su primer beso. Él la invita a salir y le saca una foto un tanto comprometedora, que luego muestra a sus amigos, iniciando así una cadena de rumores sobre Hannah. Durante una fiesta, entra con Jessica muy ebria a una habitación donde Hannah está escondida. En el lugar, Bryce, amigo de Justin, viola a Jessica mientras Hannah ve todo asustada y sin poder moverse.
- Alex Standall – Alex conoció a Hannah y a Jessica en una cafetería e hizo una lista de las chicas del colegio donde Hannah aparecía como "el mejor trasero" y Jessica como "el peor trasero". Hannah menciona que si él no hubiera hecho esa lista, la mayoría de las cosas mencionadas en las cintas no habrían ocurrido.
- Jessica Davis – Ella y Hannah fueron amigas hasta que se adaptaron a la escuela. Jessica tuvo una relación con Alex, que terminó a causa de los rumores de que Hannah y Alex habían tenido una relación a sus espaldas, y siempre culpó a Hannah de eso. Jessica es violada por Bryce y Hannah lo presencia.
- Tyler Down – Voyeur que espiaba a Hannah desde la ventana de su habitación. Hannah, con la ayuda de Courtney, logra atraparlo.
- Courtney Crimsen – Chica popular del bachillerato a la que solo le interesa mantener su reputación, para lo cual no duda en manipular a los demás. Ayuda a Hannah a atrapar a Tyler, pero tras circular por el instituto una fotografía comprometedora de ella y Hannah, decide ignorarla completamente.
- Marcus Cooley – Marcus invita a salir a Hannah el día de San Valentín a un bar popular, aunque este llegó tarde. Marcus puso su mano en la rodilla de Hannah, intentando propasarse con ella, por lo que Hannah lo empujó frente a todo el bar.
- Zach Dempsey – Zach se acerca a Hannah justo después de lo ocurrido con Marcus, encontrándola atónita, por lo que lo ignora completamente, quedando en ridículo ante sus amigos. Zach busca venganza robando las notas de motivación en una clase, momento en que Hannah empieza a deprimirse, insinuando su suicido en las notas.
- Ryan Shaver – Editor de la revista de la escuela. Publicaba escritos que encontraba por la escuela y estaba en un grupo de poesía junto a Hannah. Cuando él y Hannah se intercambiaron libretas, este aprovechó para robar uno de sus poemas y publicarlos, lo que causó conmoción en el instituto, e incluso la burla de algunas personas, lo que terminó con Hannah ofendida.
- Jenny Kurtz – Animadora que iba a llevar a Hannah a casa tras encontrarse muy mal, pero chocan con un letrero de "Stop". Hannah insiste en llamar al 911, pero Jenny está asustada y decide irse dejando a Hannah sola. Hannah intenta avisar a alguien del letrero caído, pero cuando lo logra se entera de que un accidente ha ocurrido en el cruce donde el letrero había caído.
- Bryce Walker – Amigo de Justin, Marcus y Zach. En la cinta número 12 se revela que él no sólo violó a Jessica, sino que también violó a Hannah en un jacuzzi.
- Sr. Porter – Profesor de inglés y consejero de los alumnos. Hannah recurre a él antes de suicidarse en busca de ayuda y le cuenta que Bryce la ha violado aunque sin dar el nombre. El consejero le dice que si no tiene suficientes pruebas intente "superarlo" y seguir adelante con su vida. Por este motivo y su intento de culpabilizarla y poner en duda su testimonio, Hannah lo expone en la cinta número 13.

## Recepción
Desde su lanzamiento, la novela ha recibido tanto elogios como críticas. A pesar de las reseñas críticas mixtas, la novela se convirtió en un bestseller después de su publicación, ocupando el puesto número 16 en la lista de los 100 mejores libros de 2017 de USA Today tras el estreno de la adaptación de Netflix a principios de ese año. Aunque la popularidad de la serie aumentó el interés por la novela, su notoriedad entre los grupos de prevención del suicidio generó críticas sobre la premisa de la novela. Tras el estreno de la serie, los psicólogos escolares criticaron la premisa de la novela por no abordar la enfermedad mental y por hacer que la muerte de Hannah pareciera el resultado de «estresores o desafíos para lidiar con ellos».
Debido a sus representaciones de agresión sexual en particular, otro de los cuestionamientos sobre la novela es si debería llevar una etiqueta de advertencia para alertar a los lectores sobre el contenido. Alev Scott, escritora de The Financial Times, argumenta que agregar una precaución al inicio de la obra podría crear una mentalidad negativa que los lectores cargarían consigo al leerla, incluso si inicialmente no tenían esa perspectiva. No obstante, especialmente tras el lanzamiento de la serie de Netflix, los críticos están revisitando la novela para cuestionar si glorifica el suicidio.
Ali Jan Maqsood, escritor en la escuela DELTA, sugiere que este es un libro que todos los jóvenes deberían leer para informarse sobre cómo los eventos de la vida pueden generar pensamientos negativos, los cuales luego pueden llevar a visiones cínicas sobre la propia vida.

### Censura en Estados Unidos
Por trece razones ha sido frecuentemente cuestionado y retirado de escuelas y bibliotecas, según la Asociación Estadounidense de Bibliotecas (ALA, por sus siglas en inglés). La novela apareció en la lista de los diez libros más cuestionados de la ALA en 2012, 2017 y 2018. Finalmente, se convirtió en el tercer libro más impugnado entre 2010 y 2019. Las críticas hacia la obra se deben a que aborda el suicidio adolescente, contiene contenido sexual explícito, menciona el consumo de drogas, alcohol y tabaco, y se considera inapropiada para su público objetivo.
En mayo de 2017, el director del currículo del Distrito Escolar del Condado de Mesa, en Colorado, ordenó a los bibliotecarios dejar de distribuir el libro debido a una serie de suicidios de estudiantes. Tras tres horas de deliberación entre bibliotecarios y consejeros, la novela fue reincorporada a la colección al determinarse que no era tan gráfica como la serie de televisión. Se enviaron avisos a los padres dentro del distrito escolar para advertirles sobre la posible influencia de la adaptación televisiva.
Hasta 2024, el libro ha sido prohibido en escuelas de Florida, Míchigan, Carolina del Norte, Carolina del Sur, Utah, Texas, Dakota del Norte y Pensilvania.

## Adaptación
Universal Studios compró los derechos cinematográficos de la novela el 8 de febrero de 2011. El 29 de octubre de 2015, se anunció que Netflix y Paramount Television usarían el libro como punto de partida para la creación de una serie, con Selena Gomez, como productora ejecutiva de la misma. La serie fue estrenada en Netflix el 31 de marzo de 2017. En mayo del 2017, Netflix renovó la serie para una segunda temporada.
La segunda temporada de Por trece razones fue estrenada en Netflix el 18 de mayo de 2018. El 6 de junio de 2018 se confirmó una tercera temporada de Por trece razones a estrenarse en 2019.

### Diferencias con la serie de televisión
- En la novela, Clay escucha todas las cintas de Hannah en una sola noche, mientras que en la serie de televisión lo hace a lo largo de varios días.[22]
- En el libro, se revela que Hannah se quita la vida ingiriendo un puñado de pastillas. Sin embargo, en la serie, se muestra una escena en la que se corta las muñecas. Dos años después del estreno, esta escena gráfica fue eliminada.[22][23]
- En la novela, los padres de Hannah son dueños de una zapatería, mientras que en la serie poseen una farmacia.[22]
- El libro presenta a Clay y Hannah como los principales narradores, mientras que la serie emplea múltiples perspectivas para desarrollar en profundidad la historia de cada personaje.[24]
- En la novela, no se menciona que los padres de Hannah interpongan una demanda, mientras que en la serie la escuela enfrenta una acción legal.[24]
- El nombre de la chica en la undécima cinta es Jenny Kurtz en la novela, pero en la serie se llama Sheri Holland.[24]
- El orden de las personas en las cintas también cambia:

En el libro: Justin Foley, Alex Standall, Jessica Davis, Tyler Down, Courtney Crimsen, Marcus Cooley, Zach Dempsey, Ryan Shaver, Clay Jensen, Justin Foley, Jenny Kurtz, Bryce Walker, Sr. Porter.
En la serie: Justin Foley, Jessica Davis, Alex Standall, Tyler Down, Courtney Crimsen, Marcus Cole, Zach Dempsey, Ryan Shaver, Sheri Holland, Clay Jensen, Bryce Walker, Sr. Porter.